# Geoffrey P. Megargee
Geoffrey Preaut Megargee (* 4. November 1959; † 1. August 2020 in Arlington, Virginia) war ein US-amerikanischer Historiker.

## Leben
Megargee promovierte 1998 in Militärgeschichte. Ab Januar 2000 war er Applied Research Scholar am Center for Advanced Holocaust Studies des United States Holocaust Memorial Museums. Er verfasste eine Analyse des Oberkommandos der Wehrmacht und war Herausgeber einer Enzyklopädie der Lager und Ghettos im Dritten Reich. Er starb im Sommer 2020 nach neunmonatiger Krankheit im Alter von 60 Jahren.

## Schriften (Auswahl)

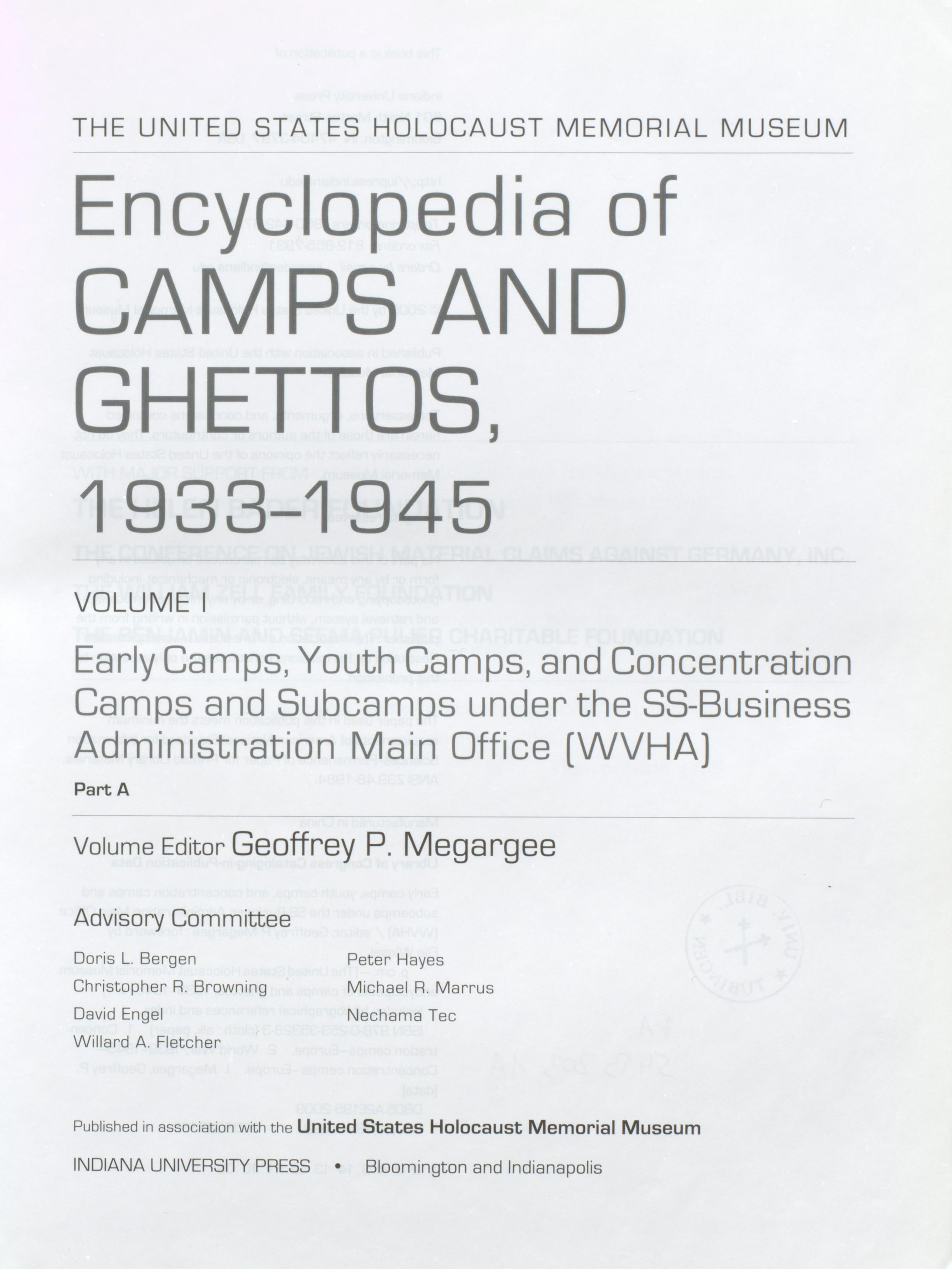
Encyclopedia of Camps and Ghettos

- Inside Hitler’s High Command. University Press of Kansas, Lawrence 2000, ISBN 0-7006-1015-4.
  - Deutsch: Hitler und die Generäle. Das Ringen um die Führung der Wehrmacht 1933-1945. Schöningh, Paderborn 2006, ISBN 3-506-75633-8.
- War of Annihilation: Combat and Genocide on the Eastern Front, 1941. Rowman and Littlefield, Lanham (MD) 2006, ISBN 0-7425-4481-8.
- (Hrsg.) Encyclopedia of Camps and Ghettos 1933–1945. 7 Bände geplant, 3 bisher erschienen. Indiana University Press, Bloomington 2009/2012/2018, ISBN 978-0-253-35328-3, ISBN 978-0-253-35599-7.